# Anton Schmidt (Politiker, 1797)
Anton Joseph Schmidt (* 17. März 1797 in Schildberg, Markgrafschaft Mähren; † 9. April 1866 ebenda) war ein deutscher Kaufmann und Mitglied der Frankfurter Nationalversammlung.

## Leben
Anton Joseph Schmidt war wie schon sein Vater als Leinenfabrikant und Kaufmann in Schildberg (Mähren) tätig. Er betrieb eine Garn- und Flachsfabrik. Seine Lehre absolvierte er in Schildberg, Brünn und Wien. 1817 heiratete er.
Von 1824 bis 1848 war er Gemeindevorsteher in Schildberg, im Jahr 1848 wurde er Kommandant der Nationalgarde in Schildberg.
Vom 31. Mai 1848 bis zum 22. Juli 1848 war Schmidt Abgeordneter der Frankfurter Nationalversammlung. Sein Nachfolger war Carl Polatzek. Sein Wahlkreis war Mähren (Prerau, Weißkirchen), er blieb fraktionslos, stimmte aber mit dem linken Centrum.